# Goiatuba Esporte Clube
Il Goiatuba Esporte Clube, noto anche semplicemente come Goiatuba, è una società calcistica brasiliana con sede nella città di Goiatuba, nello stato del Goiás.

## Storia
Il 5 maggio 1970, un gruppo di sportivi si riunirono in un locale situato nel centro della città e decisero di creare una squadra di calcio professionistica chiamata Goiatuba Esporte Clube, dal nome della città. Un uccello blu fu scelto come mascotte del club e il suo soprannome è Azulão (che vuol dire grande blu).
Prima che il club diventasse professionistico, ha partecipato all'inaugurazione dell'Estádio Divino Garcia Rosa, noto anche come Divinão. Il club era composto solamente da calciatori dalla città. La partita, contro il JK di Morrinhos, fu giocata il 30 gennaio 1970 e terminò con un pareggio di 2-2.
Più tardi, il Goiatuba ha giocato la sua prima partita professionistica, vincendo contro l'América di Morrinhos 1-0.
Nel 1970, il Goiatuba ha vinto il suo primo titolo, la terza edizione della Taça Vale do Paranaíba, giocando contro i seguenti club: Bom Jesus, Triângulo de Monte Alegre de Minas, Centralina de Minas, Grêmio Buriti Alegre, Vasco de Tupaciguara e Itumbiara, terminando con 18 punti e con capocannoniere il giocatore Esqueleti con 14 gol.
Nel 1992, il club ha vinto il campionato statale per la prima volta, battendo il Goiás, il Vila Nova, e l'Atlético Goianiense nella finale a quattro. Tra il 1994 e il 1997, il Goiatuba ha partecipato al Campeonato Brasileiro Série B.

## Palmarès

### Competizioni statali
- Campionato Goiano: 1

1992
- Campeonato Goiano Segunda Divisão: 4

1984, 1997, 2021, 2023
- Campeonato Goiano Terceira Divisão: 1

2019